# Glaucina indistincta
Glaucina indistincta là một loài bướm đêm trong họ Geometridae.